# SC Rheindorf Altach
SC Rheindorf Altach este un club de fotbal din Altach, Austria ce evoluează în Bundesliga.